# FK Sveikata Kybartai
Futbolo klubas Sveikata, cunoscut sub numele de Sveikata, este un club de fotbal lituanian situat în Kybartai, în districtul Vilkaviškis . În prezent joacă în II lyga (Antra lyga), al treilea nivel al fotbalului lituanian.  Este unul dintre primele cluburi de fotbal lituaniene. 

## Istorie
Clubul a fost creat în 1919 ca FK Banga Kybartai. În anul următor a fost redenumit și numit FK Sveikata Kybartai. 

## Numele istoric
- 1919 - Banga
- 1920 - Sveikata
- 1949 - Žalgiris
- 1952 - GKS
- 1973 - Sveikata

## Participări în campionatele lituaniene
| Sezon     | Div. | Liga                    | Locul | @     |
| --------- | ---- | ----------------------- | ----- | ----- |
| 1990      | 1.   | Aukščiausioji lyga      | 15.   | ▼     |
| 1991      | 2.   | Pirma lyga              | 14.   |       |
| 1991–1992 | 2.   | Pirma lyga              | 12.   |       |
| 1992–1993 | 2.   | Pirma lyga              | 13.   | ▼     |
| 1993–1994 | 3.   | Antra lyga (Pietų zona) | 4.    |       |
| 1994–1995 | 3.   | Antra lyga              | 10.   |       |
| 1995–1996 | 3.   | Antra lyga              | 7.    |       |
| 1996–1997 | 3.   | Antra lyga              | 14.   |       |
| 1997–1998 | 3.   | Antra lyga (Rytų zona)  | 11.   |       |
| 1998–1999 | 3.   | Antra lyga (Rytų zona)  | 8.    |       |
| 1999      | 3.   | Antra lyga (Pietų zona) | 3.    |       |
| 2000      | 3.   | Antra lyga (Pietų zona) | 2.    |       |
| 2001      | 3.   | Antra lyga (Pietų zona) | 3.    |       |
| 2002      | 3.   | Antra lyga (Pietų zona) | 6.    |       |
| 2003      | 3.   | Antra lyga (Pietų zona) | 8.    |       |
| 2004      | 3.   | Antra lyga (Pietų zona) | 5.    |       |
| 2005      | 3.   | Antra lyga (Pietų zona) | 5.    |       |
| 2006      | 3.   | Antra lyga (Pietų zona) | 3.    |       |
| 2007      | 3.   | Antra lyga (Pietų zona) | 10.   |       |
| 2008      | 3.   | Antra lyga (Pietų zona) | 9.    |       |
| 2009      | 3.   | Antra lyga (Pietų zona) | 10.   |       |
| 2010      | 3.   | Antra lyga (Pietų zona) | 8.    |       |
| 2011      | 3.   | Antra lyga (Pietų zona) | 5.    |       |
| 2012      | 3.   | Antra lyga (Pietų zona) | 10.   |       |
| 2013      | 3.   | Antra lyga (Pietų zona) | 5.    |       |
| 2014      | 3.   | Antra lyga (Pietų zona) | 7.    |       |
| 2015      | 3.   | Antra lyga (Pietų zona) | 5.    |       |
| 2016      | 3.   | Antra lyga (Pietų zona) | 2.    |       |
| 2017      | 3.   | Antra lyga (Pietų zona) | 4.    |       |
| 2018      | 3.   | Antra lyga (Pietų zona) | 3.    | [ 2 ] |
| 2019      | 3.   | Antra lyga (Pietų zona) | 8.    | [ 3 ] |
| 2020      | 3.   | Antra lyga (Pietų zona) | 3.    | [ 4 ] |
| 2021      | 3.   | Antra lyga              | 8.    | [ 5 ] |
| 2022      | 3.   | Antra lyga              | 14.   |       |
| 2023      | 3.   | Antra lyga              | 8.    | [ 6 ] |

## Echipament
| 1968 | 1973 | 1977 | 1994–1995 | 2002 | 2014 | 2018 | 2020 |

### Culori
Albastru și roșu . 
| Sveikata | Sveikata |

## Stadion
Clubul își joacă meciurile de acasă pe stadionul Kybartai . Capacitatea actuală a stadionului este de 500 de locuri. 